# Fabrizio Saccomanni
Fabrizio Saccomanni, né le 22 novembre 1942 à Rome et mort le 8 août 2019 à San Teodoro,, est un économiste italien.

## Biographie
Fabrizio Saccomanni est le titulaire d'une maîtrise en sciences économiques et en commerce obtenue à l'université Bocconi de Milan en 1966. Il a poursuivi son cursus académique en suivant des cours de troisième cycle en économie monétaire et internationale à l'université de Princeton, aux États-Unis. 
C'est à la Banque d'Italie qu'il vit la plus grande partie de sa carrière professionnelle ; il en est le directeur général de 2006 à 2013. Le 27 avril 2013, il est nommé ministre de l'Économie et des Finances dans le gouvernement conduit par Enrico Letta.
À ce poste, il est notamment chargé de conduire la politique d'assainissement des finances publiques et de réduction des déficits exigée de l'Italie par la Commission européenne. 
Après la formation de l'exécutif de Matteo Renzi, il n'est pas reconduit dans ses fonctions, laissant son portefeuille à un économiste en chef de l'OCDE, Pier Carlo Padoan.